# Adrian Hatcher
Adrian Hatcher, född 6 maj 1970, är en australisk friidrottare. Han deltog vid olympiska sommarspelen 2000.